# Gemeinde Gornji Grad
Gornji Grad (deutsch Oberburg, Obernburg) ist der Name einer Gemeinde und ihres Hauptortes Gornji Grad in der Region Oberes Savinja-Tal in der Untersteiermark (Spodnja Štajerska) in Slowenien. 
Das Wahrzeichen von Gornji Grad ist die Kathedrale der Heiligen Hermagoras und Fortunatus, die im Zusammenhang mit dem dort einst erbauten und um 1471 aufgelösten Benediktinerkloster gleichen Namens steht.

## Lage

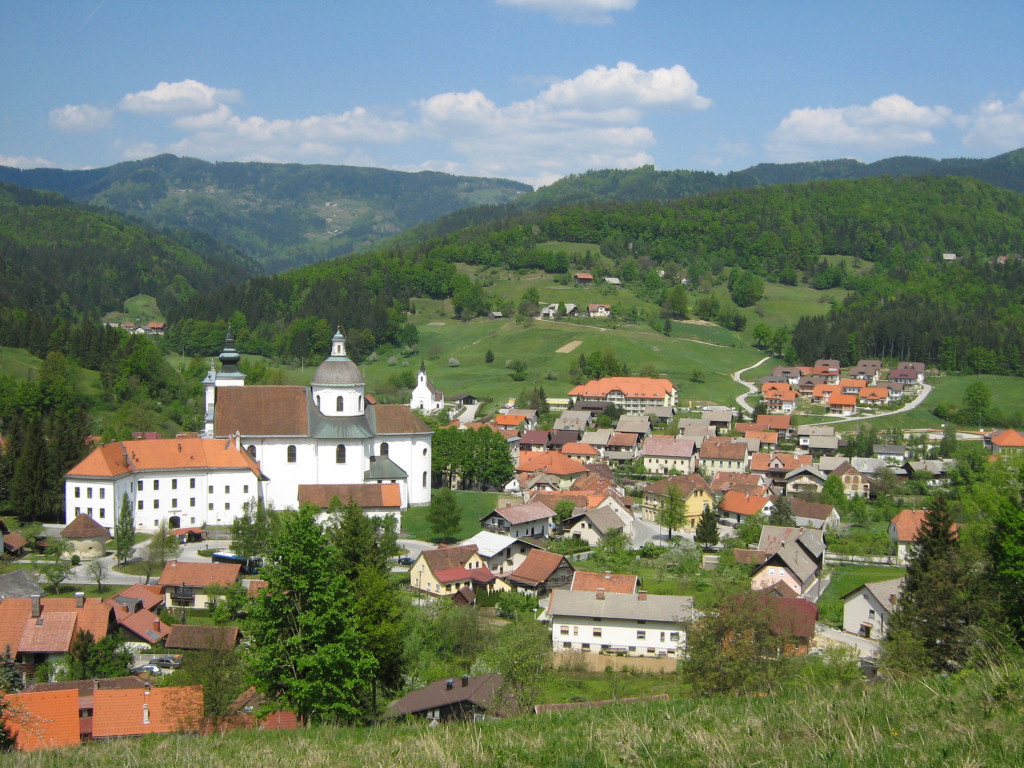
Gornji Grad

Der Ort, der vom größeren Gebirgsbach Dreta (Drieth) durchflossen wird, liegt an der Hauptverkehrsstraße, die den Laibacher Kessel über Kamnik (deutsch Stein) in Oberkrain mit dem Sanntal (Savinjska dolina) in der Untersteiermark verbindet. Die Entfernung nach Celje (Cilli) beträgt etwa 36 km, und die nach Ljubljana (Laibach) etwa 55 km. Die Siedlung wird umgeben von hohen, dicht bewaldeten Bergen. Im Norden erheben sich die Gebirgsstöcke Ajčjak 911 m, Kicelj 910 m und Rogatec 1557 m und im Süden die Berge des Karstplateaus der Menina Planina mit Höhen von 1200 bis 1500 m. Nach Osten öffnet sich ein Talbecken, aus dem zwei Straßen ins Sanntal führen. In westlicher Richtung schlängelt sich die Straße am Driethbach entlang zum Bergpass Črnivec sedlo (902 m). Hier auf der Passhöhe verlief einst die Landesgrenze zwischen Steiermark und Krain (seit 1311; vorher gehörte dieser Teil des Sanngebietes zu Kärnten).

## Ortsteile der Gesamtgemeinde
- Bočna (dt.: Sankt Peter am Drieth)
- Dol (dt.: Thal bei Oberburg)
- Florjan pri Gornjem Gradu (dt.: Sankt Florian bei Oberburg)
- Gornji Grad (dt.: Oberburg)
- Lenart pri Gornjem Gradu (dt.: Sankt Leonard bei Oberburg)
- Šmiklavž (dt.: Sankt Nikola bei Oberburg)
- Tirosek (dt.: Tierenstein)

## Nachbargemeinden
| Luče   | Ljubno                                      | Rečica ob Savinji |
| Luče   | Kompassrose, die auf Nachbargemeinden zeigt | Nazarje           |
| Kamnik | Kamnik                                      | Nazarje           |

## Geschichte
Das Gebiet – das obere Sanntal (Savinjska dolina) – in dem Gornji Grad liegt, gehörte Anfang des 12. Jahrhunderts dem Hochfreien Diebald von Chager (von Kager) und seiner Frau Truta. Damals existierten bereits die Burg und Herrschaft Oberburg, und Schmutz nennt neben den Chagern auch die Grafen von Heunburg und die von Oberburg als deren Besitzer. Später kam Oberburg an die Grafen von Cilli. Nach dem Erlöschen der Cillier wurde Oberburg landesfürstlich. In einer Urkunde des Patriarchats von Aquileja aus dem Jahre 1243 wird auch das „alte“ Schloss Oberburg (antiquum castrum) genannt. Die Burg wurde auf einem steilen Hügel mit dem Namen Gradišče erbaut, wo noch um 1820 deren Mauerreste zu sehen waren.
Als Inhaber des Burgamtes Oberburg im 14. Jahrhundert erscheint das Rittergeschlecht von Altenburg.

### Gründung des Klosters Oberburg
Im Jahre 1140 übergab Diebald von Chager dieses Gebiet samt der Feste Oberburg an den Patriarchen von Aquileja Peregrin und gründete mit ihm zusammen das Benediktinerkloster „Obremburch“. Die Stiftungsurkunde stammt vom 7. April 1140 (Božo Otorepec). Das Kloster bekam damals 500 Untertanen samt deren Familien, Wälder mit Rodungsrecht sowie Jagd- und Fischereirechte.
Weitere Donatoren folgten, die den Besitz des Klosters mehrten; um einige zu nennen: 1209 Markgraf Heinrich von Istrien, 1216 Bernhard von Flödnigg (Smlednik in Oberkrain). Am 18. Dezember 1241 trat Graf Wilhelm von Heunburg dem Kloster das Vogteirecht über einige Kirchen und Vogteien ab. Es folgten 1243 Hartneid von Pettau, 1247 Hermann von Plumenstein, 1248 Kunz der Rothe, 1257 Otto von Kumberg und Herzog Ulrich III. von Kärnten, 1269 Uleman von Görtschach, 1273 Hartneid von Gutenstein, 1274 König Ottokar II. Przemysl von Böhmen, 1275 Ulrich von Habsbach und Otto von Thurn, 1278 Leopold von Sanneck, 1279 Günther von Heggenberg, 1282 Hermann von Oberburg, 1286 Otto von Drachenberg, 1297 Otto von Montpreis, 1298 Otto und Heinrich von Rechberg, 1312 Niklas von Oberburg, 1322 Konrad von Altenburg, 1326 Graf Ulrich V. von Pfannberg, 1369 Hermann Graf von Cilli. 1447 verlieh Graf Friedrich von Cilli dem Kloster das Recht, Verbrecher abzuurteilen mit Ausnahme der Todesstrafe.
Im Zuge der Baumaßnahmen für das Kloster wurde auch die heute noch bestehende Kathedrale der Heiligen Hermagoras und Fortunatus errichtet, die im Laufe der Zeiten mehrmals umgebaut wurde; sie und deren Kuppel sind flächenmäßig die größten in Slowenien.
Dem Kloster war eine Zeit lang auch ein Frauenkloster angeschlossen.

### Äbte des Klosters (nach Schmutz)
Die Auflistung ist unvollständig. Und anhand der Vornamen allein sind auf die Herkunft der Äbte keine Rückschlüsse möglich.
1. Berthold 1145
2. Engelbrecht 1175
3. Albert 1228–1231
4. Heinrich 1243–1265
5. Johann 1268–1286
6. Otto 1291
7. Wulfing 1296 – 1308 wurde von Graf Friedrich von Heunburg lange Zeit in Gefangenschaft gehalten
8. Leopold 1309
9. Niklas 1311
10. Johann 1347
11. Ulrich 1355–1365
12. Niklas 1365–1404
13. Wulfing 1408
14. Georg 1410, Papst Johannes (XXIII., 1410 – 1415, Gegenpapst) stellte das Kloster unter den Schutz des Bistums Gurk.
15. Niklas 1411
16. Konrad 1427
17. Rudolf 1438 – 1443
18. Ulrich 1444
19. Caspar 1453–1460
20. Gregor, der letzte Abt von Oberburg. Am 11. Oktober 1463 übergab er in dem Deutschen Haus zu Laibach alle Urkunden.

### Vögte
Die Vogtei über Oberburg besaßen:
- 1140 wohl Diebald von Chager, Mitstifter
- bis um 1250 die Freien von Sanneck
- bis 1286 die Herren von Pettau
- 1286–1322 die Grafen von Heunburg
- 1322–1337 Graf Ulrich V. von Pfannberg
- 1337–1352 Friedrich der Freie von Sanneck, seit 1341 Graf von Cilli
- 1352–1361 das Stift selbst
- 1361–1372 die Herzoge von Oesterreich
- von 1372 bis zum Erlöschen ihres Mannsstammes 1456 die Grafen von Cilli

### Auflösung des Klosters
Schon um 1237 spielte Patriarch Berthold von Meranien mit dem Gedanken, anstelle Obernburgs ein Bistum neu zu gründen oder das verfallene Bistum Piben hierher zu übertragen. Papst Gregor IX. ließ dies wohlwollend prüfen.
Kaiser Friedrich III., der zunächst dem Kloster alle Privilegien, Rechte und den Besitz bestätigte, verbot nach dem Tod des Abtes Gregor alle weiteren Abtwahlen, da er das Bistum Laibach gründete und ihm Oberburg inkorporieren wollte. Die Gründungsurkunde für das Bistum Laibach stellte der Kaiser bereits im Jahre 1461 zu Graz aus. Die Mönche widersetzten sich diesen Maßnahmen jedoch und wählten den einäugigen Mönch Gregor Hinig aus Treffen (Trebnje in Unterkrain) zum neuen Abt. Auf Anordnung des Papstes wurde diese Wahl von Ulrich, dem Bischof von Gurk, für nichtig erklärt und Zuwiderhandlungen unter Strafe gestellt. Gregor Hinig gab jedoch nicht auf und ertrotzte vom ersten Laibacher Bischof, Sigismund von Lamberg (1461–1488), einen Vertrag, wonach dem Kloster für die Aushändigung der Urkunden und für die Abtretung der Rechte und Privilegien 120 Dukaten zu zahlen seien.
Aufgrund des moralischen Verfalls im Kloster, aber auch wegen der Abwanderung der Bevölkerung angesichts der türkischen Gefahr – Oberburg wurde im Jahre 1471 von den Türken verwüstet – wurde auf Initiative des Bischofs Lamberg das Kloster 1473 vom Papst aufgelöst. Es entstand danach ein Kollegium für Weltpriester.
Die Bischöfe von Laibach nutzten Oberburg zeitweise als Residenz. Im Jahre 1518 ließ Bischof Christoph von Rauber (1497–1536) das bis zu diesem Zeitpunkt ungesicherte Klostergebäude mit einer Mauer, fünf Türmen und einem Wassergraben befestigen.

### Zweiter Weltkrieg
Auf dem Gemeindegebiet wurden vier Massengräber aus der Zeit des Zweiten Weltkriegs gefunden, und zwar in den Ortschaften Gornji Grad und Dol.

## Besonderheiten
- Im Eingangsbereich zur Kathedrale zu Oberburg ist der in die Wand eingemauerte Grabstein des kaiserlichen Feldhauptmannes Johann Kazianer zu sehen, der 1537 aufgrund einer missglückten militärischen Mission bei Esseg (kroatisch Osijek) beim Kaiser in Ungnade fiel und im Jahre 1538 vom Grafen Nikolaus Zrinyi ermordet wurde.

- Friedrich Heinrich von der Hagen äußerte die Vermutung, dass der Minnesänger „von Obernburg“ aus Oberburg stamme und Dienstmann des dortigen Stifts gewesen sei.
- Im Presbyterium der dortigen Kathedrale erinnert an Sigismund von Lamberg, den ersten Bischof von Laibach, eine Gedenktafel und ein Standbild, beides später auf Veranlassung vom Laibacher Bischof Thomas Chrön (Hren) dort aufgestellt.

Gornji Grad – Oberburg, Kathedrale der Heiligen Hermagoras und Fortunatus
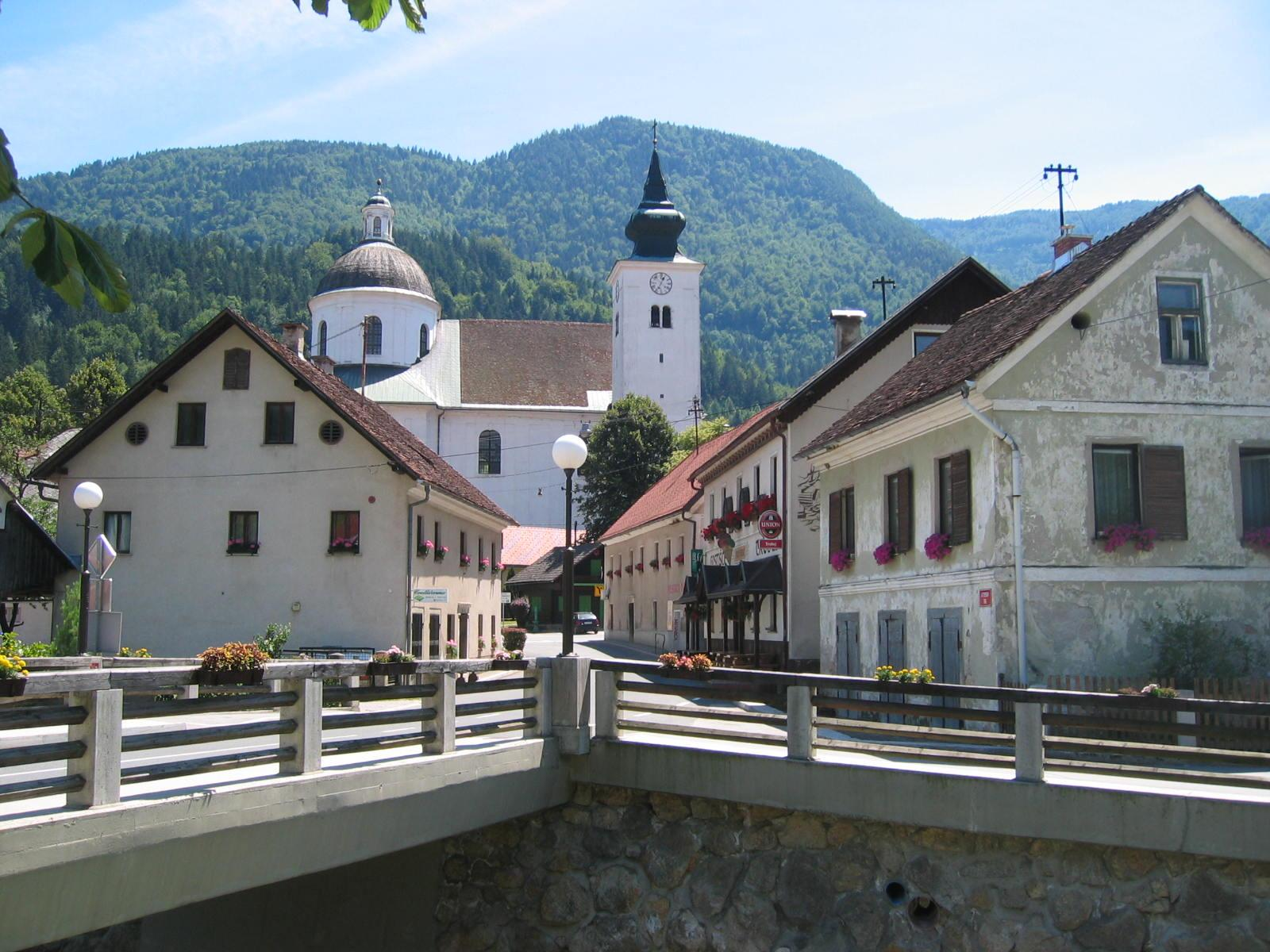
Ortseingang Nordseite mit Brücke über die Dreta
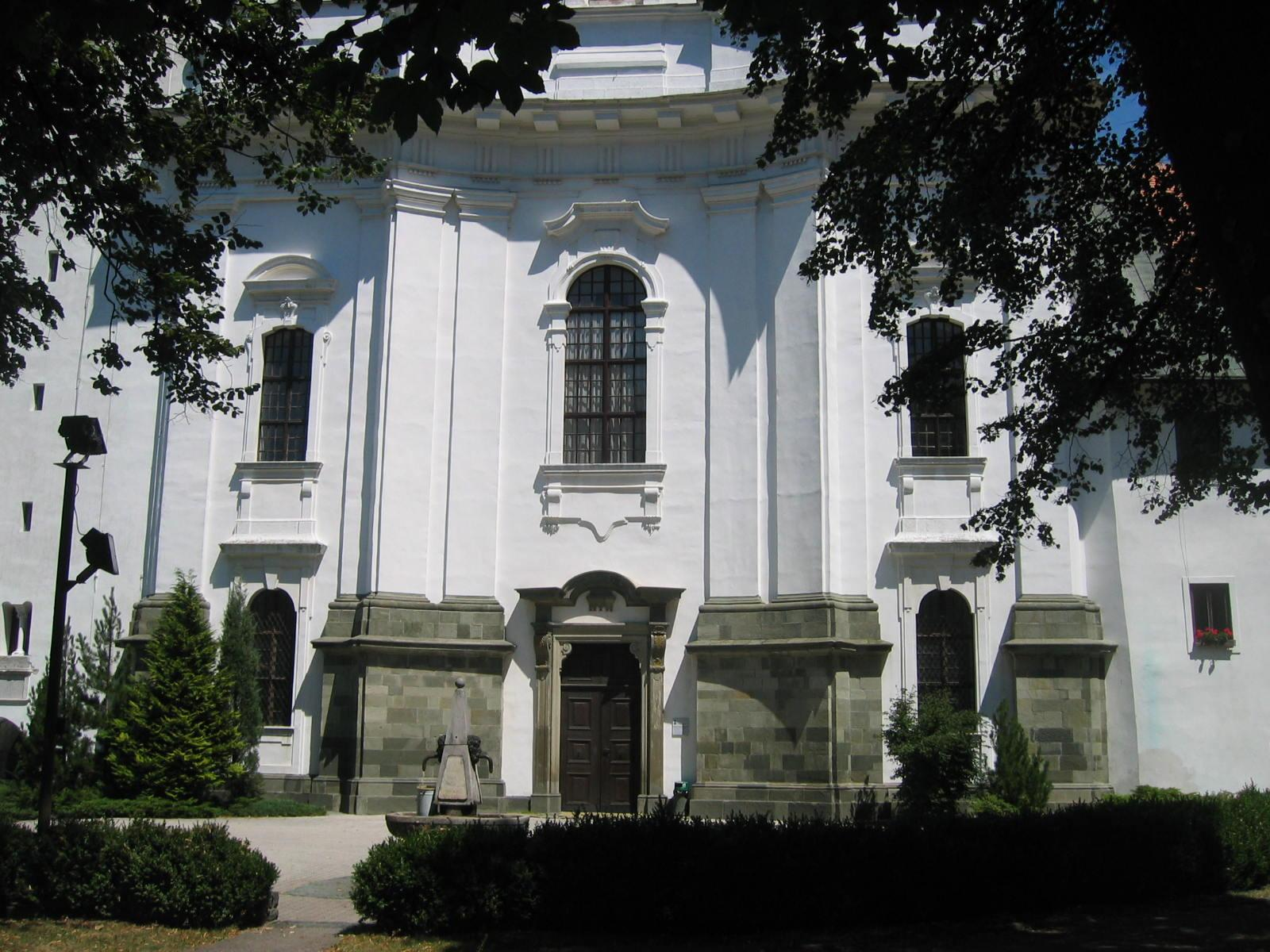
Grabstelle mehrerer Laibacher Bischöfe
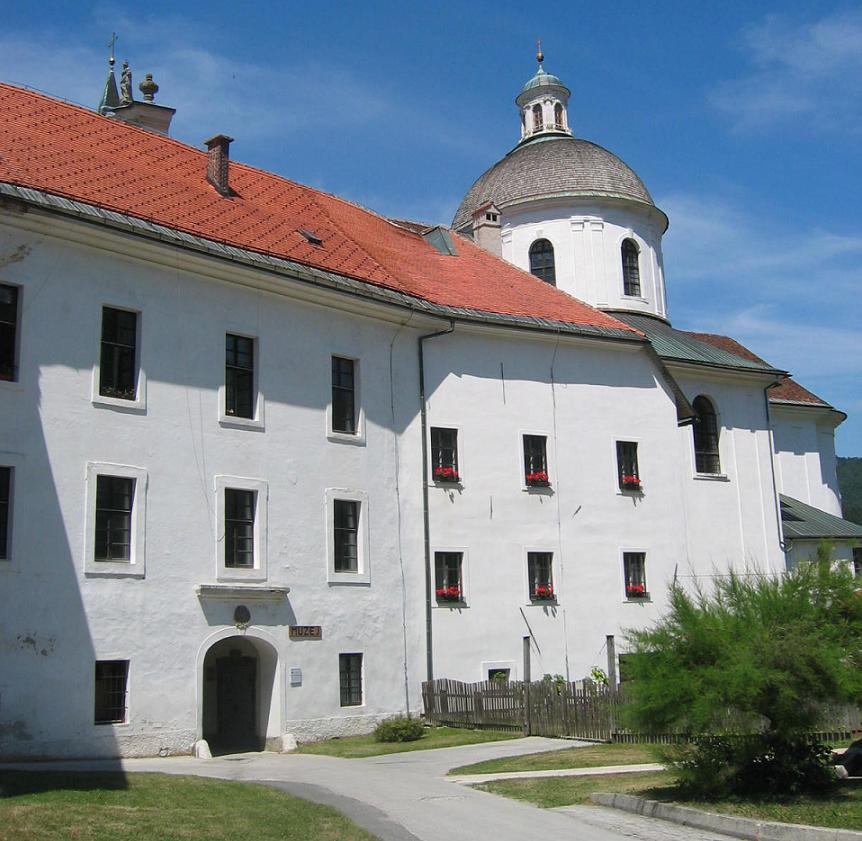
Eingang, dort Epitaph des Johann Kazianer

## Persönlichkeiten
- Leonhard Kern (1588–1662), ein deutscher Bildhauer, der im frühen 17. Jahrhundert auch in Gornji Grad wirkte. Von ihm stammt der im Jahre 1613 angefertigte Hochaltar der dortigen Kirche.
- Marx Schokotnigg (1661–1731), österreichischer Barockbildhauer, getauft in Oberburg